# 'Til Morning
| Recensione | Giudizio |
| ---------- | -------- |
| AllMusic   |          |

'Til Morning è un album a nome Johnnie Ray with The Billy Taylor Trio, pubblicato dalla Columbia Records nel novembre del 1958.

## Tracce

### LP (1958, Columbia Records, CL 1225/CS 8034
Lato A
1. It All Depends on You – 2:53 (testo: Buddy DeSylva, Lew Brown – musica: Ray Henderson) – Registrato il 6 febbraio 1958
2. My Ideal – 3:00 (testo: Leo Robin – musica: Richard A. Whiting, Newell Chase) – Registrato il 6 febbraio 1958
3. Too Marvelous for Words – 2:45 (testo: Johnny Mercer – musica: Richard A. Whiting) – Registrato il 6 febbraio 1958
4. I'm Confessin' (That I Love You) – 4:08 (testo: Al J. Neiburg – musica: Doc Daugherty, Ellis Reynolds) – Registrato il 6 febbraio 1958
5. Teach Me Tonight – 3:32 (testo: Sammy Cahn – musica: Gene DePaul) – Registrato il 3 febbraio 1958
6. Nevertheless (I'm in Love with You) – 2:58 (testo: Bert Kalmar – musica: Harry Ruby) – Registrato il 3 febbraio 1958

Lato B
1. All Through the Night – 2:46 (Cole Porter) – Registrato il 3 febbraio 1958
2. Hands Across the Table – 2:42 (testo: Mitchell Parish – musica: Jean Delettre) – Registrato il 3 febbraio 1958
3. They Can't Take That Away from Me – 3:00 (testo: Ira Gershwin – musica: George Gershwin) – Registrato il 6 febbraio 1958
4. Day by Day – 3:45 (testo: Sammy Cahn – musica: Axel Stordahl, Paul Weston) – Registrato il 3 febbraio 1958
5. I Can't Escape from You – 3:55 (testo: Leo Robin – musica: Richard A. Whiting) – Registrato il 6 febbraio 1958
6. I'm Beginning to See the Light – 3:22 (testo: Don George – musica: Harry James, Duke Ellington, Johnny Hodges) – Registrato il 3 febbraio 1958

- Durata brani ricavati dal CD pubblicato nel 2002 dalla Collectables Records (COL-CD-7437)

## Musicisti
- Johnnie Ray – voce
- Billy Taylor – pianoforte
- Mundell Lowe – chitarra
- Earl C. B. May – contrabbasso
- Edmund Thigpen – batteria [4]
- Nelle note di retrocopertina dell'album originale viene erroneamente accreditato Earl C. B. May come batterista e Edmund Thigpen come contrabbassista